# Anthidium falsificum
Anthidium falsificum är en biart som beskrevs av Jesus Santiago Moure 1957. Anthidium falsificum ingår i släktet ullbin, och familjen buksamlarbin. Inga underarter finns listade i Catalogue of Life.